# Pseudoyelicones phaeostigma
Pseudoyelicones phaeostigma är en stekelart som beskrevs av Van Achterberg och Donald L.J. Quicke 1997. Pseudoyelicones phaeostigma ingår i släktet Pseudoyelicones och familjen bracksteklar. Inga underarter finns listade i Catalogue of Life.